# Hans-Albert Blume
Hans-Albert Blume (* 19. Juni 1940 in Kopenhagen) ist ein Trainer im deutschen Galopprennsport.
Mit 42 Jahren startete er seine Karriere als Trainer. Lange Zeit war er Trainer des Gestüts Röttgen in Köln-Heumar. Er gehört mit 1171 Siegen als Trainer (Stand Ende 2015) zum Club der 1000, die mehr als 1000 Siege errungen haben. Seinen größten Sieg errang er 2000 mit Kallisto im italienischen Derby (Gruppe-I-Rennen), mit dem er im selben Jahr den vierten Platz im Deutschen Derby erreichte.
Hans-Albert ist der Sohn des Jockeys und späteren Trainers Hans Blume, der als Trainer 1952 das Deutsche Derby gewann.